# Campionato del mondo sportprototipi 1991
Il Campionato del mondo sportprototipi 1991 (en. FIA Sportscar World Championship 1991), è stata la 20ª edizione del Campionato del mondo sportprototipi.

## Risultati
| Nº | Data         | Gara                        | Costruttore vincitore | Piloti vincitori                              | Resoconto |
| -- | ------------ | --------------------------- | --------------------- | --------------------------------------------- | --------- |
| 1  | 14 aprile    | 430 km di Suzuka            | Peugeot               | Mauro Baldi Philippe Alliot                   | Resoconto |
| 2  | 5 maggio     | 430 km di Monza             | Jaguar                | Martin Brundle Derek Warwick                  | Resoconto |
| 3  | 19 maggio    | 430 km Silverstone          | Jaguar                | Teo Fabi Derek Warwick                        | Resoconto |
| 4  | 24 giugno    | 24 Ore di Le Mans           | Mazda                 | Volker Weidler Johnny Herbert Bertrand Gachot | Resoconto |
| 5  | 18 agosto    | 430 km del Nürburgring      | Jaguar                | Derek Warwick David Brabham                   | Resoconto |
| 6  | 15 settembre | 430 km di Magny-Cours       | Peugeot               | Yannick Dalmas Keke Rosberg                   | Resoconto |
| 7  | 6 ottobre    | 430 km di Città del Messico | Peugeot               | Keke Rosberg Yannick Dalmas                   | Resoconto |
| 8  | 28 ottobre   | 430 km di Autopolis         | Mercedes              | Michael Schumacher Karl Wendlinger            | Resoconto |

## Classifiche

### Campionato mondiale mondiale piloti
Note Sono indicati solo i primi 10 piloti classificati su un totale di 59.
| Pos | Pilota               | Costruttore | Totale |
| --- | -------------------- | ----------- | ------ |
| 1   | Teo Fabi             | Jaguar      | 86     |
| 2   | Derek Warwick        | Jaguar      | 79     |
| 3   | Mauro Baldi          | Peugeot     | 69     |
| 3   | Philippe Alliot      | Peugeot     | 69     |
| 5   | Cor Euser            | Spice       | 54     |
| 6   | Charles Zwolsman     | Spice       | 46     |
| 7   | Jochen Mass          | Mercedes    | 45     |
| 7   | Jean-Louis Schlesser | Mercedes    | 45     |
| 9   | Michael Schumacher   | Mercedes    | 43     |
| 9   | Karl Wendlinger      | Mercedes    | 43     |

### Campionato mondiale squadre
Note Sono indicate solo le prime 3 squadre su 10 classificate.
| Pos | Squadra              | Totale |
| --- | -------------------- | ------ |
| 1   | Silk Cut Jaguar      | 108    |
| 2   | Peugeot Talbot Sport | 79     |
| 3   | Sauber Mercedes      | 70     |